# Robert McWade (Schauspieler, 1872)

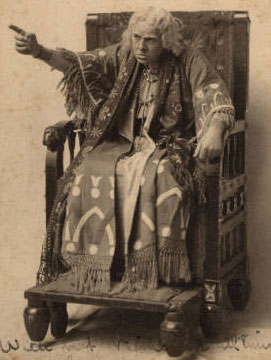
Robert McWade als Simonides in einer Theaterproduktion von Ben Hur (1905)

Robert McWade junior (* 25. Januar 1872 in Buffalo, New York; † 19. Januar 1938 in Culver City, Kalifornien) war ein US-amerikanischer Theater- und Filmschauspieler.

## Leben
Robert McWade Jr. wurde als Sohn des gleichnamigen, bekannten Theaterschauspielers (1835–1913) geboren, welcher insbesondere mit der Rolle des Rip Van Winkle erfolgreich war. Sein älterer Bruder Edward McWade (1865–1943) war ebenfalls als Theater- und Filmschauspieler tätig. Robert McWade folgte seiner Familie ins Schauspielgeschäft und gab im November 1903 im Stück A Japanese Nightingale sein Debüt am Broadway. Mit dem Drama The Fourth Estate soll er im Jahre 1909 seinen Durchbruch geschafft haben. Bis 1927 spielte McWade in fast 40 Produktionen am Broadway, was ihn dort zu einem der vielbeschäftigsten Darsteller seiner Zeit machte. Bereits 1924 absolvierte McWade sein Filmdebüt, doch – ähnlich wie viele andere Theaterschauspieler auch – spielte er erst mit Beginn des Tonfilmes Ende der 1920er-Jahre regelmäßig in Filmen.
Robert McWade war in Nebenrollen insbesondere für Warner Bros. zu sehen und verkörperte häufig grantige, aber liebenswerte Autoritätsfiguren. Meistens nur für wenige Szenen zu sehen, soll er rund 800 US-Dollar pro Woche erhalten haben, was für einen Nebendarsteller damals eine hohe Summe bedeutete. Er hatte größere Rollen im Western Pioniere des wilden Westens (1931) und im Drama Menschen im Hotel (1932), beide Produktionen gewannen jeweils den Oscar für den Besten Film des Jahres. McWades letzter von über 80 Filmen war das Drama Of Human Hearts (1938) von Clarence Brown. Nur wenige Sekunden nachdem er seine letzte Szene neben James Stewart fertiggestellt hatte, erlitt der 65-jährige einen Herzinfarkt und starb sofort. Angeblich sollen seine letzten Worte „Yes, that’s my final scene“ gelautet haben.
Robert McWade liegt auf dem Rosehill Cemetery in Chicago bestattet. Sein Sohn war der Schauspieler Robert McWade Jr. (1911–1992).

## Filmografie (Auswahl)
- 1924: Second Youth
- 1930: Der Traumtänzer (Feet First)
- 1931: Pioniere des wilden Westens (Cimarron)
- 1931: Kept Husbands
- 1931: Girls About Town
- 1932: Menschen im Hotel (Grand Hotel)
- 1932: The First Year
- 1932: Back Street
- 1932: Filmverrückt (Movie Crazy)
- 1932: Jagd auf James A. (I Am a Fugitive from a Chain Gang)
- 1933: Ein charmanter Schwindler (Hard to Handle)
- 1933: Die 42. Straße (42nd Street)
- 1933: Flucht vor dem Gestern (Pick-Up)
- 1933: Die Hafen-Annie (Tugboat Annie)
- 1933: I Loved a Woman
- 1933: The Kennel Murder Case
- 1933: Eine Frau vergisst nicht (Only Yesterday)
- 1933: Der Boxer und die Lady (The Prizefighter and the Lady)
- 1934: Prinzessin für 30 Tage (Thirty-Day Princess)
- 1934: Geheimagent 13 (Operator 13)
- 1935: Ein Arzt für alle Fälle (Society Doctor)
- 1935: The Healer
- 1935: Diamanten-Jim (Diamond Jim)
- 1935: Frisco Kid
- 1936: Wenn andere schlafen ... (Early to Bed)
- 1936: Next Time We Love
- 1936: Old Hutch
- 1937: The Good Old Soak
- 1937: California Straight Ahead!
- 1937: Gesetz der Berge (Mountain Justice)
- 1937: Unter vier Augen (This is My Affair)
- 1938: Of Human Hearts
- 1938: Goldene Erde Kalifornien (Gold Is Where You Find It)